# فلاته شمالی

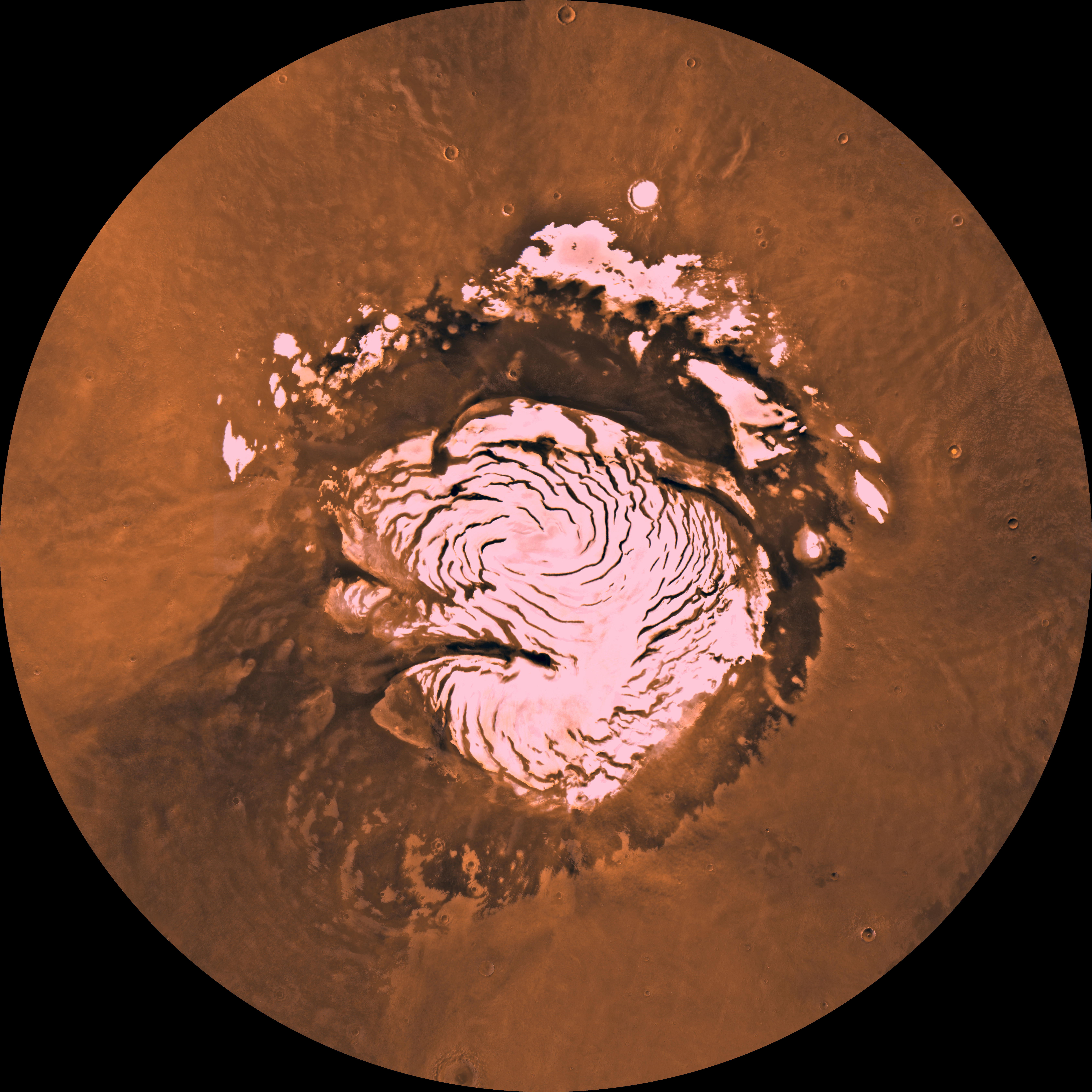
تصاویر به‌هم چسبیدهٔ فلاته شمالی، گرفته‌شده توسط وایکینگ.

فَلاتهٔ شمالی (Planum Boreum) دشت قطبی شمال مریخ است. از تقریباً ۸۰ درجه شمالی به سمت شمال امتداد دارد و مرکز آن ۸۸٫۰ درجه شمالی ۱۵٫۰ درجه سانتیگراد است. در اطراف دشت قطبی مرتفع یک دشت جلگه ای هموار و بی خاصیت به نام Vastitas Borealis وجود دارد که تقریباً برای ۱۵۰۰ کیلومتر به سمت جنوب امتداد دارد و بر نیمکره شمالی تسلط دارد.

## ویژگی‌ها
ویژگی اصلی Planum Boreum شکاف یا دره بزرگی در کلاهک یخی قطبی به نام Chasma Boreale است. عرض آن تا ۱۰۰ کیلومتر (۶۲ مایل) است و دارای جرزهایی با ارتفاع ۲ کیلومتر (۱٫۲ مایل) است. برای مقایسه، گراند کانیون در بعضی از نقاط تقریباً ۱٫۶ کیلومتر (۱ مایل) عمق و ۴۴۶ کیلومتر (۲۷۷ مایل) طول دارد اما عرض آن فقط تا ۲۴ کیلومتر (۱۵ مایل) است. Chasma Boreale رسوبات قطبی و یخ‌ها را جدا می‌کند، مانند آنهایی که در گرینلند وجود دارد.
Planum Boreum با واستیتاس بورئالیس در غرب Chasma Boreale در یک پوستی نامنظم به نام Rupes Tenuis ارتباط برقرار می‌کند. این قلاب تا ارتفاع ۱ کیلومتری می‌رسد. در مکان‌های دیگر، رابط مجموعه ای از mesas و فرورفتگی است.
Planum Boreum توسط مزارع وسیعی از تپه‌های شنی احاطه شده‌است که از ۷۵ درجه شمالی تا ۸۵ درجه شمالی گسترش می‌یابد. این مزارع تپه‌های شنی Olympia Undae , Abalos Undae , Siton Undae و Hyperboreae Undae نامگذاری شده‌اند. Olympia Undae که بزرگترین آن است، از ۱۰۰ درجه شرقی تا ۲۴۰ درجه شرقی را پوشش می‌دهد. ابالوس Undae از ۲۶۱ درجه شرقی تا ۲۸۰ درجه شرقی و Hyperboreale Undae از ۳۱۱ درجه شرقی تا ۳۴۱ درجه شرقی را پوشش می‌دهد.

### کلاهک یخی
Planum Boreum یک کلاهک یخی دائمی متشکل از یخ آب (با روکش یخ دی‌اکسید کربن به ضخامت ۱ متر در زمستان) است. حجم آن ۱٫۲ میلیون کیلومتر مکعب است و مساحتی معادل تقریباً ۱٫۵ برابر اندازه تگزاس را پوشش می‌دهد. شعاع آن ۶۰۰ کیلومتر است. حداکثر عمق درپوش ۳ کیلومتر است.
فرورفتگی‌های مارپیچ موجود در درپوش یخی توسط بادهای کاتاباتیک ایجاد می‌شود که یخ‌های سطحی فرسایش یافته از دو طرف استوا را به طرف رودخانه‌ها فرورفته و احتمالاً با فرسایش خورشیدی (تصعید) به آن کمک می‌کنند، و سپس در دامنه‌های سردتر قطب روبرو می‌شود. دهانه‌ها تقریباً عمود بر جهت باد هستند، که با اثر کوریولیس تغییر مکان داده و منجر به الگوی مارپیچ می‌شوند. با گذر زمان، رودخانه‌ها به تدریج به سمت قطب مهاجرت می‌کنند. آبراهه‌های مرکزی در ۲ میلیون سال گذشته حدود ۶۵ کیلومتر حرکت کرده‌اند. Chasma Boreale یک ویژگی دره مانند است که قدیمی تر از فرورفتگی‌ها است و در مقابل به موازات جهت باد تراز می‌شود.
ترکیب سطح کلاهک یخی شمال در بهار میانه (پس از تجمع یخ خشک فصلی در زمستان) از مدار بررسی شده‌است. لبه‌های بیرونی کلاهک یخ آلوده به گرد و غبار (۰٫۱۵٪ وزن) هستند و بیشتر یخ‌های آب هستند. با حرکت فرد به سمت قطب، مقدار یخ آب سطحی کاهش می‌یابد و یخ خشک جایگزین آن می‌شود. خلوص یخ نیز افزایش می‌یابد. در قطب، یخ‌های فصلی سطحی متشکل از اساساً یخ خشک خالص با مقدار کمی گرد و غبار و ۳۰ قسمت در میلیون یخ آب است.
ناو ققنوس که در سال ۲۰۰۷ به فضا پرتاب شد، در ماه مه ۲۰۰۸ وارد مریخ شد و در تاریخ ۲۵ مه ۲۰۰۸ با موفقیت در منطقه Vastitas Borealis این سیاره فرود آمد. جفری A. لندیس و توسط چارلز کاکل.

## پدیده‌های تکرار شونده

### بهمن
مشاهدات HiRISE در فوریه ۲۰۰۸، چهار بهمن در حال پیشرفت در صخره ۷۰۰ متری (۲۳۰۰ فوت) را نشان داد. ابر مواد ریز ۱۸۰ متر (۵۹۰ فوت) عرض دارد و ۱۹۰ متر (۶۲۰ فوت) از پایه صخره امتداد دارد. لایه‌های مایل به قرمز به عنوان سنگ غنی از یخ آب شناخته شده در حالی که لایه‌های سفید آن یخ زدگی فصلی دی‌اکسید کربن است. تصور می‌شود که زمین لغزش از بالاترین لایه قرمز ایجاد شده باشد. مشاهدات بعدی برای توصیف ماهیت بقایای زمین لغزش برنامه‌ریزی شده‌است.

### تکرار ابر حلقه ای
ابر بزرگ شبیه پیراشکی تقریباً هر سال در مریخ و تقریباً به همان اندازه در منطقه قطبی شمال مریخ ظاهر می‌شود. صبح شکل می‌گیرد و تا بعد از ظهر مریخ از بین می‌رود. قطر خارجی ابر تقریباً ۱۶۰۰ کیلومتر (۱۰۰۰ مایل) است و سوراخ داخلی یا چشم آن ۳۲۰ کیلومتر (۲۰۰ مایل) عرض دارد.
تصور می‌شود که ابر از یخ آب تشکیل شده‌است، بنابراین بر خلاف طوفان‌های معمول گرد و غبار، رنگ آن سفید است. به نظر می‌رسد مانند طوفان سیکلونیک، شبیه طوفان است، اما نمی‌چرخد. ابر در تابستان شمالی و در عرض جغرافیایی زیاد ظاهر می‌شود. حدس و گمان این است که این به دلیل شرایط آب و هوایی منحصر به فرد نزدیک قطب شمال است.
طوفانهای شبیه سیکلون برای اولین بار در طول برنامه نقشه‌برداری مداری وایکینگ‌ها شناسایی شدند، اما ابر حلقه شمالی تقریباً سه برابر بزرگتر است. همچنین ابر توسط کاوشگرها و تلسکوپ‌های مختلفی از جمله نقشه‌برداری جهانی هابل و مریخ شناسایی شده‌است. هنگامی که تلسکوپ فضایی هابل در سال ۱۹۹۹ آن را مشاهده کرد، تصور می‌شد که این طوفان طوفانی است. قطر تقریباً ۱۷۵۰ کیلومتر اندازه‌گیری شد و دارای قطر «چشم» ۳۲۰ کیلومتر بود.